# Gwaihir
Gwaihir es una criatura ficticia que pertenece al legendarium del escritor británico J. R. R. Tolkien y que aparece en sus novelas El hobbit y El Señor de los Anillos. Es un águila noble descendiente de Thorondor, y toma su lugar como rey de las águilas en la Tercera Edad del Sol.
Su primera aparición (aunque sin ser nombrado explícitamente) en la historia de la Tierra Media fue en el año 2941 Tercera Edad cuando junto a un grupo de águilas bajo su mando, rescató a la Compañía de Thorin, a Bilbo Bolsón y a Gandalf del ataque de los huargos en el Claro de los Lobos en las Montañas Nubladas para llevarlos a salvo a la Gran Repisa, su morada en aquel entonces, en donde los alimentó, para luego dejarlos en La Carroca.
En el mismo año participó en la Batalla de los Cinco Ejércitos a los pies de la Montaña Solitaria conduciendo a todas las Águilas de las Montañas Nubladas, y luchando a favor de Enanos, Hombres y Elfos, siendo decisiva su acción. 
Gwaihir lleva un rol importante en cuanto a su ayuda a Gandalf El Gris, cuando lo salva de ser cautivo de Saruman en la torre de Orthanc en Isengard (morada del mago), y también presta ayuda a Gandalf al sacarlo del pico de Zirak-Zigil después de la Batalla con el Balrog en la Comunidad del Anillo. 
En el final de la historia, Gwaihir termina la misión de su ancestro Thorondor de ayudar a los Hombres y los Elfos, cuando vuela hacia la Batalla en las Puertas de Mordor, de donde una vez es destruido el Anillo, va con Gandalf al rescate de Frodo en la destrucción del país de la Sombra. Junto a él vuela su hermano Landroval.
| Predecesor: Thorondor | Rey de las Águilas P. E.-T. E. | Sucesor: Desconocido |